# 한국개혁주의선교신학회
한국개혁주의선교신학회는 2018년에 5월 19일 시작된 선교분야의 신학회이다. 한국개혁신학회 소속되어 있으며 최초의 분과학회이다. 제 1대 학회는 전태광 박사, 이동현 박사, 그리고 배춘섭 박사가 발표하였다. 현재 회장에 총신대학교의 김성욱 박사, 총무에 서울성경신학대학원대학교 배춘섭 박사이다.

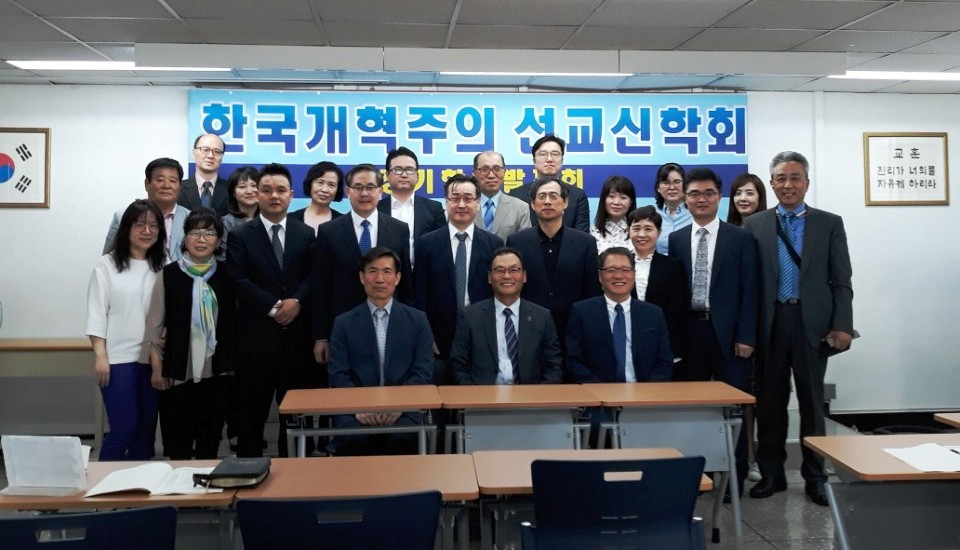
한국개혁주의 선교신학회 창립학회 2018년 5월 19일, 백석대학교

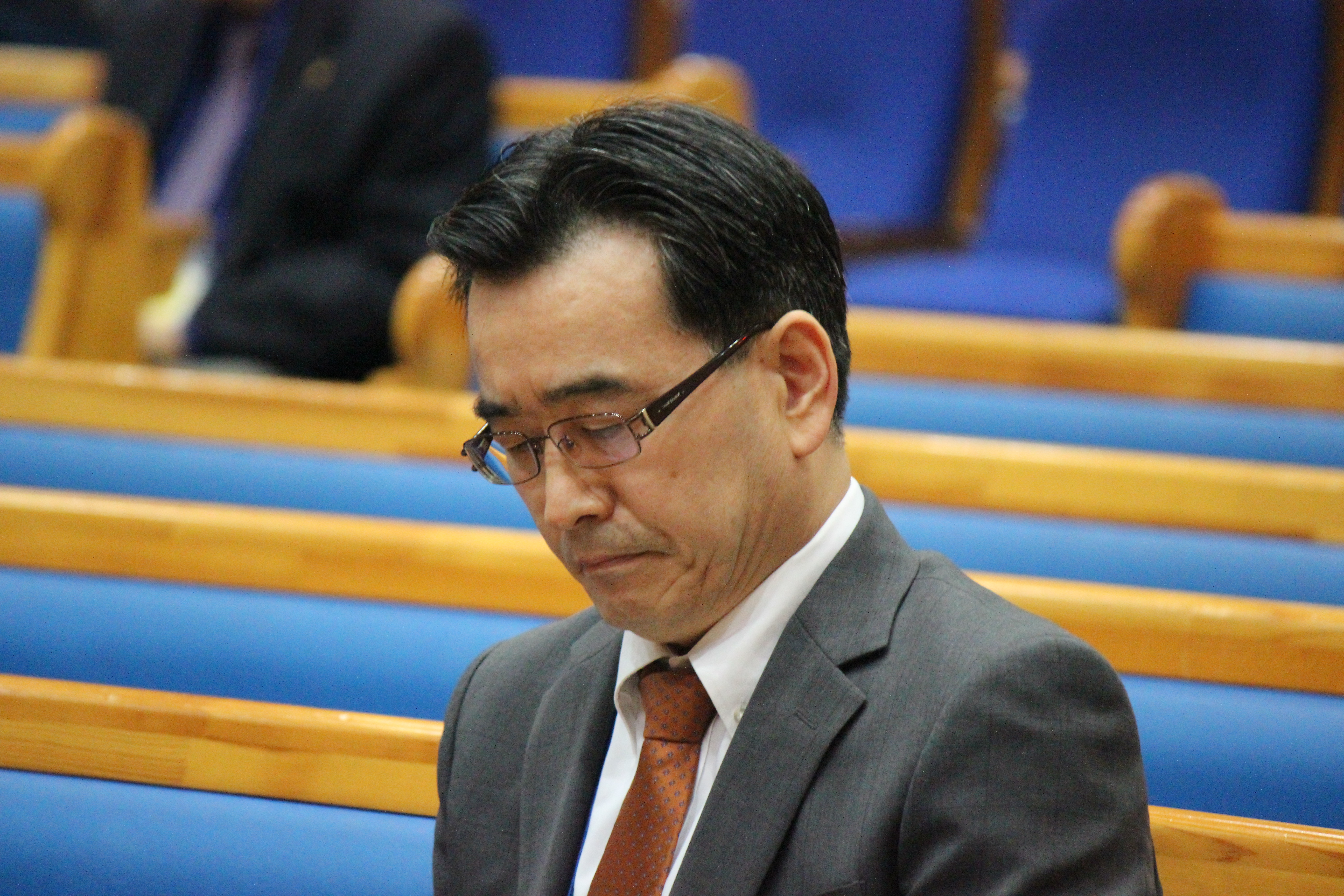
회장인 선교학자 김성욱 박사

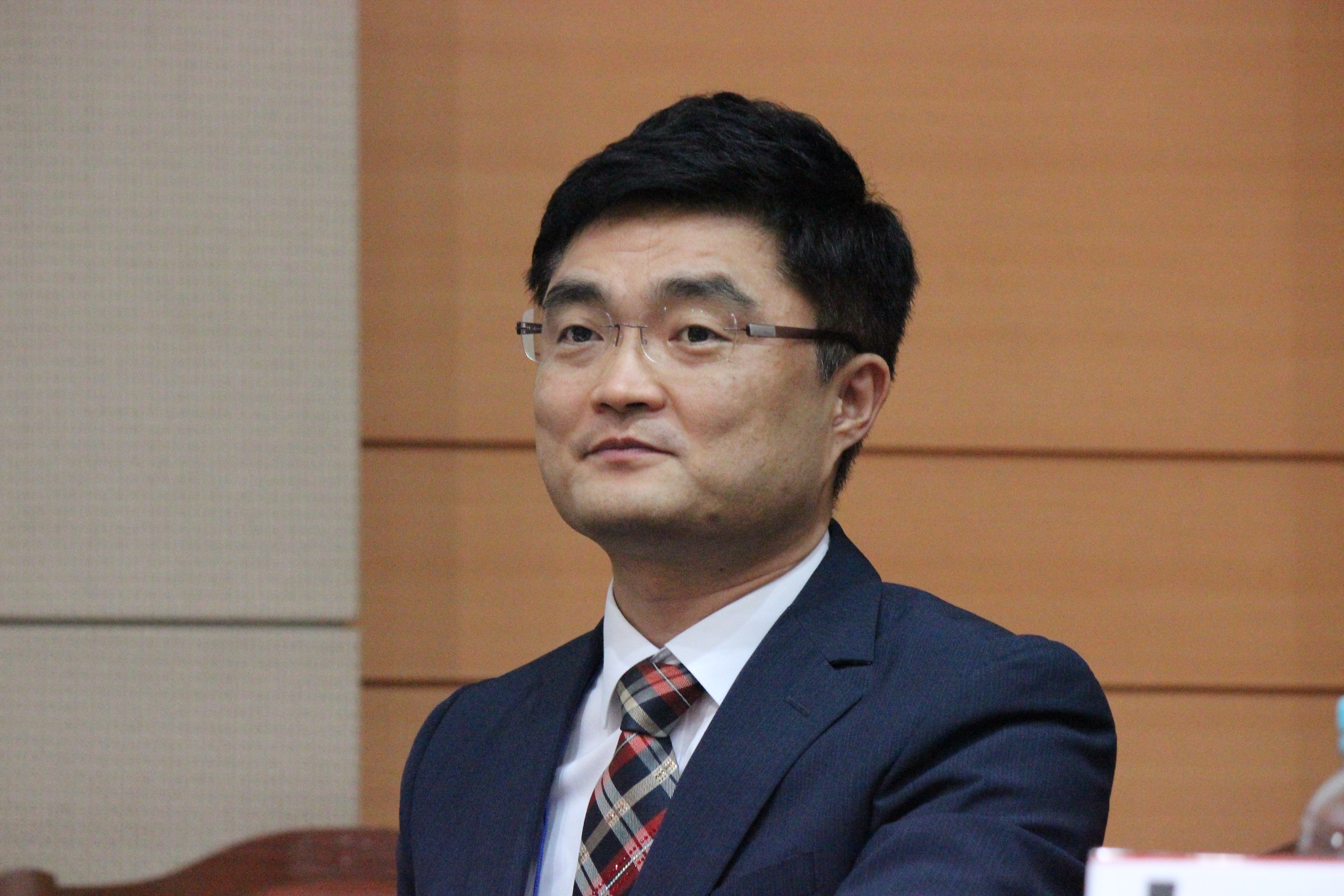
총무인 선교학자 배춘섭박사, 서울성경신학대학원대학교

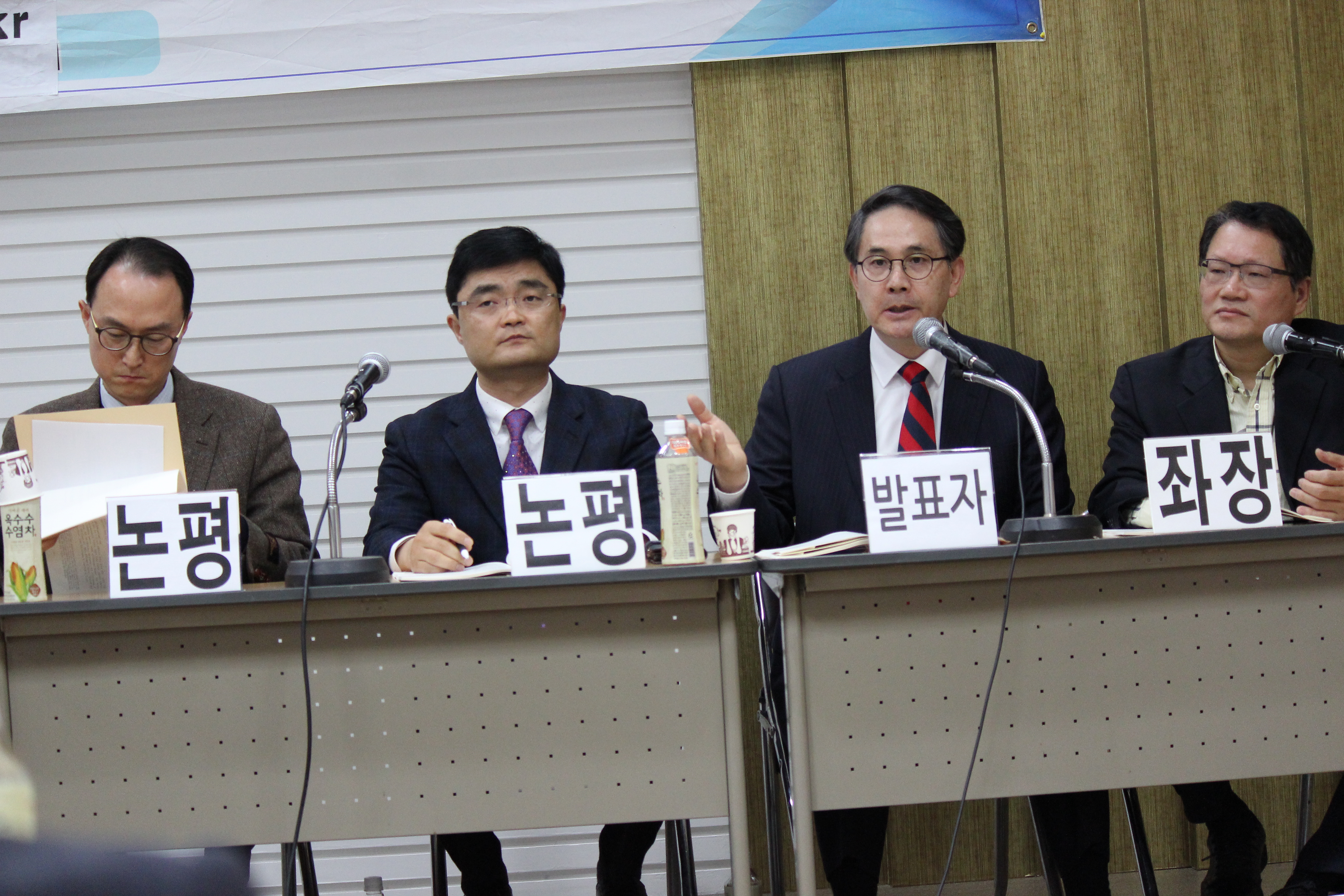
선교신학자들의 발표순서

## 임원
- 회장 : 김성욱 박사(총신대)
- 부회장 : 김승호 박사(한국성서대),  김종성 박사(주안대)
- 총무 :  배춘섭 박사(서울성경신대)
- 협동총무 : 전태광 박사(한영대)
- 서기 : 이동현 박사(총신대)
- 회계 : 윤승범 박사(성결대)

## 역대회장
- 1대 회장 구성모 박사(성결대)
- 2대 회장 김성욱 박사(총신대)

## 같이 보기
- 한국개혁신학회
- 한국장로교신학회
- 한국복음주의선교신학회
- 한국복음주의신학회
- 한국복음주의조직신학회